# Doebno
Doebno (Oekraïens: Дубно) is een stad in het noordwesten van Oekraïne, gelegen aan de rivier de Ikva.

## Geschiedenis
Volgens de legenden werd Ostrog al in de 7e eeuw gesticht, maar pas in 1100 wordt het in documenten genoemd.

### Eerste Wereldoorlog en het interbellum
Gedurende de Eerste Wereldoorlog en de chaotische periode daarna, was het kort onder Duitse, Oekraïense, Bolsjewiekse en Poolse heerschappij. In 1921, na het einde van alle conflicten kwam Doebno, in overeenstemming met de uitkomst van de Vrede van Riga, onder Pools bestuur. Gedurende het interbellum zou Doebno Pools blijven.